# Baulme-la-Roche
Baulme-la-Roche és un municipi francès, situat al departament de la Costa d'Or i a la regió de Borgonya - Franc Comtat. L'any 2007 tenia 125 habitants.

## Demografia

### Població
El 2007 la població de fet de Baulme-la-Roche era de 125 persones. Hi havia 49 famílies, de les quals 12 eren unipersonals (8 homes vivint sols i 4 dones vivint soles), 21 parelles sense fills i 16 parelles amb fills.
La població ha evolucionat segons el següent gràfic:
Habitants censats

### Habitatges
El 2007 hi havia 58 habitatges, 53 eren l'habitatge principal de la família, 2 eren segones residències i 3 estaven desocupats. Tots els 58 habitatges eren cases. Dels 53 habitatges principals, 44 estaven ocupats pels seus propietaris, 6 estaven llogats i ocupats pels llogaters i 2 estaven cedits a títol gratuït; 3 tenien dues cambres, 13 en tenien tres, 8 en tenien quatre i 28 en tenien cinc o més. 35 habitatges disposaven pel capbaix d'una plaça de pàrquing. A 30 habitatges hi havia un automòbil i a 20 n'hi havia dos o més.

### Piràmide de població
La piràmide de població per edats i sexe el 2009 era:
| Homes | Edats   | Dones |
| ----- | ------- | ----- |
| 4     | 95 o +  | 0     |
| 0     | 90 a 94 | 0     |
| 0     | 85 a 89 | 4     |
| 0     | 80 a 84 | 4     |
| 0     | 75 a 79 | 0     |
| 0     | 70 a 74 | 4     |
| 8     | 65 a 69 | 12    |
| 0     | 60 a 64 | 0     |
| 4     | 55 a 59 | 0     |
| 0     | 50 a 54 | 12    |
| 8     | 45 a 49 | 0     |
| 8     | 40 a 44 | 4     |
| 0     | 35 a 39 | 4     |
| 8     | 30 a 34 | 4     |
| 0     | 25 a 29 | 4     |
| 4     | 20 a 24 | 0     |
| 4     | 15 a 19 | 0     |
| 0     | 10 a 14 | 0     |
| 0     | 5 a 9   | 4     |
| 12    | 0 a 4   | 4     |

## Economia
El 2007 la població en edat de treballar era de 73 persones, 56 eren actives i 17 eren inactives. De les 56 persones actives 53 estaven ocupades (29 homes i 24 dones) i 3 estaven aturades (2 homes i 1 dona). De les 17 persones inactives 4 estaven jubilades, 7 estaven estudiant i 6 estaven classificades com a «altres inactius».

### Ingressos
El 2009 a Baulme-la-Roche hi havia 46 unitats fiscals que integraven 111 persones, la mediana anual d'ingressos fiscals per persona era de 17.005 €.

### Activitats econòmiques
Dels 4 establiments que hi havia el 2007, 1 era d'una empresa extractiva, 1 d'una empresa de comerç i reparació d'automòbils, 1 d'una empresa d'hostatgeria i restauració i 1 d'una empresa immobiliària.
L'únic servei als particulars que hi havia el 2009 era un restaurant.
L'any 2000 a Baulme-la-Roche hi havia 3 explotacions agrícoles.

## Poblacions properes
El següent diagrama mostra les poblacions més properes.